# Lu bagnu
Lu Bagnu est une fraction de 1 664 habitants de la municipalité de Castelsardo, dans la province de Sassari.
Ce centre habité est situé sur la côte, à l'ouest de Castelsardo.

## Histoire
Dans le territoire de Lu Bagnu, il y avait déjà des colonies à l'époque des Romains; le nom "Lu Bagnu" dérive des bains thermaux, présents à l'époque romaine, dont seuls quelques vestiges sont aujourd'hui conservés,.
Dans les temps modernes, le village s'est considérablement développé depuis les années 1980; cette croissance est principalement liée à l'augmentation de l'importance touristique de la localité.

## Tourisme
Lu Bagnu est une station balnéaire bien connue, fréquentée surtout en été pour les plages.
Entre 2015 et 2020, deux plages ont reçu le drapeau bleu (reconnaissance des stations balnéaires européennes répondant à des critères de qualité): ce sont les plages de Sacro Cuore-Ampurias et de Madonnina-Stella Maris, caractérisées par du sable doré et des fonds marins propices à la plongée.
Le littoral sablonneux de Lu Bagnu est très long et se distingue des autres étendues côtières, principalement rocheuses; à l'ouest du hameau, près de Punta la Capra, il y a de hautes falaises verticales.

## Monuments
L'église paroissiale de Santa Teresa di Gesù Bambino, construite en 2014, est située en rue Lombardia, dans la partie haute de la fraction,; l'église a été construit en utilisant principalement des pierres et des matériaux locaux.